# بک جونگ وون
بک جونگ وون (کره‌ای: 백종원؛ زادهٔ ۴ سپتامبر ۱۹۶۶) سرآشپز اهل کره جنوبی است. او مجری برنامه‌های آشپزی شبکه اس‌بی‌اس به نام کامیون غذای بک جونگ وون و رستوران خیابان بک جونگ وون است.

## زندگی شخصی
بک جونگ وون در ژانویه ۲۰۱۳ با بازیگر سو یو جین ازدواج کرد. فرزند اول آنها که پسر بود، در ۹ آوریل ۲۰۱۴ به دنیا آمد. فرزند دوم و سوم آنها که دختر بودند، به ترتیب در ۲۱ سپتامبر ۲۰۱۵ و ۸ فوریه ۲۰۱۸ به دنیا آمدند.